# Top Model (Ba Lan mùa 4)
Mùa thứ tư của Top Model được dựa trên chương trình America's Next Top Model của Tyra Banks, các thí sinh Ba Lan cạnh tranh với nhau trong một loạt các thử thách để xác định ai sẽ giành được danh hiệu Top Model Ba Lan tiếp theo.
Cuộc thi do người mẫu gốc Ba Lan Joanna Krupa làm giám khảo chính cùng với nhà thiết kế thời trang Dawid Woliński, đạo diễn chương trình thời trang Kasia Sokołowska và nhiếp ảnh gia Marcin Tyszka. Đây là mùa đầu tiên của chương trình có sự góp mặt của các thí sinh nam.
Giải thưởng của mùa này gồm một hợp đồng với NEXT Model Management, lên ảnh bìa tạp chí Glamour Ba Lan, và giải thưởng tiền mặt trị giá 100.000zł. Chiến dịch quảng cáo Max Factor được nêu trong mùa trước đã bị loại bỏ.
Điểm đến quốc tế trong mùa này là Lisbon và Fuerteventura.
Người chiến thắng trong cuộc thi là Osi Ugonoh, 20 tuổi đến từ Gdańsk.

## Các thí sinh
(Tuổi tính từ ngày dự thi)
| Thí sinh | Thí sinh               | Tuổi | Chiều cao               | Quê quán         | Bị loại ở | Hạng |
| -------- | ---------------------- | ---- | ----------------------- | ---------------- | --------- | ---- |
|          | Karolina Kaczyńska     | 21   | 1,72 m (5 ft 7+1⁄2 in)  | Sławków          | Tập 4     | 13   |
|          | Michał Kaszyński       | 20   | 1,87 m (6 ft 1+1⁄2 in)  | Swarzędz         | Tập 5     | 12   |
|          | Aleksandra Grzegorczyk | 20   | 1,79 m (5 ft 10+1⁄2 in) | Końskie          | Tập 6     | 11   |
|          | Adam Boguta            | 19   | 1,92 m (6 ft 3+1⁄2 in)  | Górecko          | Tập 7     | 10   |
|          | Mateusz Maga           | 22   | 1,82 m (5 ft 11+1⁄2 in) | Jarosław         | Tập 8     | 9    |
|          | Paulina Czumaczenko    | 26   | 1,73 m (5 ft 8 in)      | Kraków           | Tập 9     | 8    |
|          | Ewelina Pachucka       | 23   | 1,78 m (5 ft 10 in)     | Jastrzębie-Zdrój | Tập 10    | 7    |
|          | Aleksandra Żuraw       | 21   | 1,79 m (5 ft 10+1⁄2 in) | Lubin            | Tập 11    | 6    |
|          | Michalina Strabel      | 18   | 1,76 m (5 ft 9+1⁄2 in)  | Dąbrowa          | Tập 11    | 5    |
|          | Mateusz Jarzębiak      | 21   | 1,93 m (6 ft 4 in)      | Rabka-Zdrój      | Tập 12    | 4    |
|          | Marta Sędzicka         | 20   | 1,77 m (5 ft 9+1⁄2 in)  | Szczecin         | Tập 13    | 3    |
|          | Michał Baryza          | 23   | 1,89 m (6 ft 2+1⁄2 in)  | Koneck           | Tập 13    | 2    |
|          | Osi Ugonoh             | 19   | 1,80 m (5 ft 11 in)     | Gdańsk           | Tập 13    | 1    |

1. 1 2  Trong thứ tự gọi tên là Ola.
2. ↑  Trong thứ tự gọi tên là Misza.

## Thứ tự gọi tên
| 1  | Mateusz J. | Michał B.  | Osi        | Misza      | Ola Ż.     | Marta      | Michał B.  | Osi        | Marta      | Marta      | Michał B. | Osi       |  |  |  |  |  |  |  |  |  |  |  |  |
| 2  | Ola G.     | Marta      | Misza      | Ewelina    | Ewelina    | Michał B.  | Osi        | Ola Ż.     | Osi        | Michał B.  | Osi       | Michał B. |  |  |  |  |  |  |  |  |  |  |  |  |
| 3  | Adam       | Michalina  | Ola Ż.     | Marta      | Mateusz J. | Ola Ż.     | Ola Ż.     | Marta      | Michał B.  | Osi        | Marta     |           |  |  |  |  |  |  |  |  |  |  |  |  |
| 4  | Misza      | Misza      | Mateusz M. | Osi        | Misza      | Osi        | Marta      | Mateusz J. | Mateusz J. | Mateusz J. |           |           |  |  |  |  |  |  |  |  |  |  |  |  |
| 5  | Karolina   | Mateusz J. | Michalina  | Mateusz M. | Marta      | Mateusz J. | Ewelina    | Michał B.  | Michalina  |            |           |           |  |  |  |  |  |  |  |  |  |  |  |  |
| 6  | Ewelina    | Osi        | Marta      | Michał B.  | Osi        | Michalina  | Michalina  | Michalina  | Ola Ż.     |            |           |           |  |  |  |  |  |  |  |  |  |  |  |  |
| 7  | Marta      | Ola G.     | Michał B.  | Ola Ż.     | Mateusz M. | Ewelina    | Mateusz J. | Ewelina    |            |            |           |           |  |  |  |  |  |  |  |  |  |  |  |  |
| 8  | Michał B.  | Ewelina    | Adam       | Mateusz J. | Michał B.  | Misza      | Misza      |            |            |            |           |           |  |  |  |  |  |  |  |  |  |  |  |  |
| 9  | Osi        | Michał K.  | Ewelina    | Adam       | Michalina  | Mateusz M. |            |            |            |            |           |           |  |  |  |  |  |  |  |  |  |  |  |  |
| 10 | Michał K.  | Mateusz M. | Mateusz J. | Michalina  | Adam       |            |            |            |            |            |           |           |  |  |  |  |  |  |  |  |  |  |  |  |
| 11 | Mateusz M. | Ola Ż.     | Ola G.     | Ola G.     |            |            |            |            |            |            |           |           |  |  |  |  |  |  |  |  |  |  |  |  |
| 12 | Michalina  | Adam       | Michał K.  |            |            |            |            |            |            |            |           |           |  |  |  |  |  |  |  |  |  |  |  |  |
| 13 | Ola Ż.     | Karolina   |            |            |            |            |            |            |            |            |           |           |  |  |  |  |  |  |  |  |  |  |  |  |

     Thí sinh bị loại
     Thí sinh được miễn loại
     Thí sinh bị loại ngoài ban giám khảo
     Thí sinh chiến thắng cuộc thi
- Các tập 1, 2 và 3 là tập casting. Trong tập 3, nhóm thí sinh bán kết được giảm xuống 13 thí sinh cuối cùng chuyển sang cuộc thi chính.
- Các tập 4, 8, 9 và 10 có ba thí sinh rơi cuối bảng.
- Trong tập 5, Marta, Mateusz M, Michalina, Misza, Ola Ż và Osi được miễn loại vì đã thực hiện tốt nhất trong cặp của họ ở buổi chụp hình.
- Trong tập 7, Marta được miễn loại vì giành chiến thắng thử thách. Marta, Misza, Ewelina, Mateusz J. & Ola Ż lần lượt được miễn loại trong phòng đánh giá. Ola Ż là người có tấm ảnh đẹp nhất trong tập này.
- Trong tập 11, các thí sinh đã thử thách casting với Anja Rubik. Ngay lập tức sau khi thử thách kết thúc, Anja tiết lộ rằng Ola Ż là có màn thể hiện kém nhất và cô đã bị loại ngay lập tức.

### Buổi chụp hình
- Tập 3: Những kiểu người ở bãi biển (casting)
- Tập 4: Tạo dáng với bộ đồ thịt trong nhà máy làm thịt
- Tập 5: Tạo dáng theo cặp trong khi một người bị khỏa thân
- Tập 6: Thời trang ở bãi phế liệu
- Tập 7: Ảnh quảng cáo xe Fiat 500 theo cặp
- Tập 8: Trận chiến miền Tây
- Tập 9: Người bản xứ thời xưa với ngựa
- Tập 10: Tạo dáng với siêu mẫu Bar Refaeli; Ảnh chân dung catalog
- Tập 11: Tâm trạng ở nghĩa trang
- Tập 12: Trên đường phố Lisbon
- Tập 13: Ảnh bìa tạp chí Glamour ở Fuerteventura